# Harry Valérien
Harry Valérien (München, 4 november 1923 – Berg aan de Starnberger See, 12 oktober 2012) was een Duitse sportjournalist, die in Duitsland vooral als gastheer van de televisie-uitzending Das aktuelle Sportstudio algemeen bekend was.

## Olympische spelen
Op 28-jarige leeftijd werd Valérien in 1952 verrassend als een van de vier Duitse radioverslaggevers voor de Olympische Winterspelen in Noorwegen uitgekozen. Met uitzondering van 1956 was hij tot 1996 als commentator voor radio en televisie bij alle Olympische Spelen aanwezig.
In latere jaren werkte hij als televisiereporter bij de ZDF, bij Sat.1 en bij Premiere.

## Onderscheidingen
- Goldene Kamera (driemaal: 1965, 1976, 1988)
- Goldener Bambi voor de beste sportreporter van het jaar (driemaal: 1972, 1979, 1990)
- Herbert-Award in de categorie HERBERT-Award für das Lebenswerk (2009)

## Televisieportret
- Jenseits des Mikrofons – Harry Valérien; in de serie „Lebenslinien“; duur 45 Minuten; Regie: Franz Deubzer; Bayerisches Fernsehen; Voor het eerst uitgezonden op 11 oktober 2010.